# Condado de Allegheny
El condado de Allegheny (en inglés: Allegheny County), fundado en 1788, es uno de los 67 condados en el estado estadounidense de Pensilvania. En 2010 el condado tenía una población de 1.223.348 habitantes y una densidad poblacional de 678 personas por km². La sede de condado es Pittsburgh. 
En transportes, el Aeropuerto Internacional de Pittsburgh es el principal aeropuerto de tráfico de pasajeros de este condado.

## Geografía
Según la Oficina del Censo, el condado tiene un área total de 1929 km² (744,8 mi²), de la cual 1347 km² (520,1 mi²) es tierra y 39 km² (15,1 mi²) (1.95%) es agua.

### Condados adyacentes
- Condado de Butler (norte)
- Condado de Armstrong (noreste)
- Condado de Westmoreland (este)
- Condado de Washington (suroeste)
- Condado de Beaver (noroeste)

## Demografía
Según el censo de 2000, habían 1,281,666 personas, 537,150 hogares y 332,495 familias residiendo en la localidad. La densidad de población era de 678 hab./km². Había 583,646 viviendas con una densidad media de 309 viviendas/km². El 84.33% de los habitantes eran blancos, el 12.41% afroamericanos, el 0.12% amerindios, el 1.69% asiáticos, el 0.03% isleños del Pacífico, el 0.34% de otras razas y el 0.07% pertenecía a dos o más razas. El 0.87% de la población eran hispanos o latinos de cualquier raza.

### Raza
| Race                     | Núm.    | Perc. |
| ------------------------ | ------- | ----- |
| Blancos (NH)             | 938,252 | 75.0% |
| Negros (NH)              | 161,554 | 12.9% |
| Nativos (NH)             | 1,305   | 0.1%  |
| Asiáticos (NH)           | 58,318  | 4.66% |
| Isleño del Pacífico (NH) | 304     | 0.02% |
| Multirracial (NH)        | 56,520  | 4.52% |
| Hispanio o Latino        | 34,325  | 2.74% |

## Localidades

### Ciudades
Clairton |
Duquesne |
McKeesport |
Pittsburgh 

### Entidad Municipal (Borough)
Aspinwall |
Avalon |
Baldwin |
Bell Acres |
Bellevue |
Ben Avon |
Ben Avon Heights |
Bethel Park |
Blawnox |
Brackenridge |
Braddock |
Braddock Hills |
Bradford Woods |
Brentwood |
Bridgeville |
Carnegie |
Castle Shannon |
Chalfant |
Cheswick |
Churchill |
Coraopolis |
Crafton |
Dormont |
Dravosburg |
East McKeesport |
East Pittsburgh |
Edgewood |
Edgeworth |
Elizabeth |
Emsworth |
Etna |
Forest Hills |
Fox Chapel |
Franklin Park |
Glassport |
Glen Osborne |
Glenfield |
Green Tree |
Haysville |
Heidelberg |
Homestead |
Ingram |
Jefferson Hills |
Leetsdale |
Liberty |
Lincoln |
McDonald‡ |
McKees Rocks |
Millvale |
Monroeville |
Mount Oliver |
Munhall |
North Braddock |
Oakdale |
Oakmont |
Pennsbury Village |
Pitcairn |
Pleasant Hills |
Plum |
Port Vue |
Rankin |
Rosslyn Farms |
Sewickley |
Sewickley Heights |
Sewickley Hills |
Sharpsburg |
Springdale |
Swissvale |
Tarentum |
Thornburg |
Trafford‡ |
Turtle Creek |
Verona |
Versailles |
Wall |
West Elizabeth |
West Homestead |
West Mifflin |
West View |
Whitaker |
White Oak |
Whitehall |
Wilkinsburg |
Wilmerding 

### Municipios
Aleppo |
Baldwin |
Collier |
Crescent |
East Deer |
Elizabeth |
Fawn |
Findlay |
Forward |
Frazer |
Hampton |
Harmar |
Harrison |
Indiana |
Kennedy |
Kilbuck |
Leet |
Marshall |
McCandless |
Moon |
Mt. Lebanon |
Neville |
North Fayette |
North Versailles |
O'Hara |
Ohio |
Penn Hills |
Pine |
Reserve |
Richland |
Robinson |
Ross |
Scott |
Shaler |
South Fayette |
South Park |
South Versailles |
Springdale |
Stowe |
Upper St. Clair |
West Deer |
Wilkins 

### Lugares designados por el censo
Allison Park |
Bairdford |
Bakerstown |
Carnot-Moon |
Curtisville |
Enlow |
Glenshaw |
Greenock |
Harwick |
Imperial-Enlow (histórico) |
Imperial |
Noblestown |
Russellton |
South Park |
Sturgeon |
Sturgeon-Noblestown (histórico) 

### Áreas no incorporadas
Acmetonia |
Blanchard |
Broughton |
Bruceton |
Buena Vista |
Clinton |
Creighton |
Dorseyville |
Gibsonia‡ |
Harmarville |
Hickory Heights |
Karns |
Keown Station |
Natrona |
Natrona Heights |
Rennerdale |
Warrendale |
Wexford |
Wildwood 